# 피터 스완슨
피터 스완슨(영어: Peter Swanson, 1968년 5월 26일 ~ )은 미국의 범죄 소설 전문 소설가이다.
그는 매사추세츠주 태생이다. 로알드 달의 작품의 영향을 받아 어렸을 때부터 시를 써왔고, 에머슨 칼리지에서 시 창작으로 석사 학위를 받았다. 소설을 쓰기 시작한 것은 30대 무렵으로 미스터리 소설에 대한 아이디어를 떠올리고부터였다. 2014년 첫 소설 《아낌없이 뺏는 사랑》(영어 원제: The Girl with a Clock for a Heart)를 출간했다.

## 저작 목록
- 2014년 《아낌없이 뺏는 사랑》 The Girl with a Clock for a Heart
- 2015년 《죽여 마땅한 사람들》 The Kind Worth Killing
- 2017년 《312호에서는 303호 여자가 보인다》 Her Every Fear
- 2018년 All the Beautiful Lies
- 2019년 《그녀는 증인의 얼굴을 하고 있었다》 Before She Knew Him
- 2020년 Eight Perfect Murders